# Arquivista

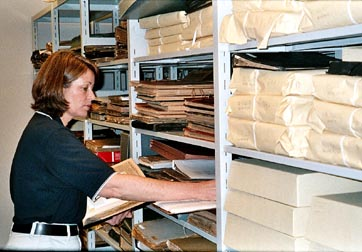
Um arquivista pesquisando em um fundo não processado de materiais. A avaliação é comumente feita para determinar prioridades para a preservação e/ou conservação de materiais antes de um arquivista dar início à sua descrição e catalogação.

O arquivista é um profissional que organiza, reúne, preserva, controla e fornece acesso a informação orgânica e registrada. Essa informação mantida por um arquivista pode ser registrada em qualquer suporte material - mídia (fotografia, gravações de vídeo ou som, cartas, documentos, gravações eletrônicas, etc.). Como escreveu Richard Pearce-Moses, "Arquivistas mantêm registros que possuem valor duradouro como memórias confiáveis do passado e ajudam as pessoas a encontrar e a entender as informações de que precisam nesses registros".
Na fé católica e anglicana, o padroeiro dos arquivistas é São Lourenço.
Determinar quais registros possuem valor duradouro pode ser um desafio. Os arquivistas também precisam selecionar registros valiosos o suficiente para justificar os custos de armazenagem e preservação, além dos gastos com o trabalho de organização, descrição e catalogação. A teoria e o trabalho acadêmico dos arquivos é chamada arquivística.

## Deveres e ambiente de trabalho
Dentre os deveres do arquivista estão adquirir e avaliar novos conjuntos documentais (arquivos), ordenar e descrever registros, fornecer serviços de referenciamento e preservação de materiais. Na organização de documentos, os arquivistas aplicam dois princípios fundamentais: o da proveniência e da ordem original, às vezes referido como respeito aos fundos. A procedência se refere à origem dos documentos, quem os gerou. A ideia de respeito aos fundos é aplicada mantendo os arquivos na sua ordem original como estabelecida e mantida por quem os criou. Isso também significa que os documentos de uma instituição não devem se misturar aos de outra. A ordem original não é sempre a melhor maneira de manter alguns arquivos e os arquivistas devem usar a sua própria experiência e as melhores práticas para determinar a forma correta de manter os documentos de mídias distintas ou aqueles que não apresentam um arranjo original claro.
Os arquivistas nos EUA também são guiados por um código de ética. Junto com o seu trabalho atrás das cortinas ordenando e cuidando das coleções, os arquivistas também prestam assistência aos usuários na interpretação dos registros e respondendo questionamentos. Esse trabalho de referenciamento pode ser apenas uma parte do trabalho de um arquivista em uma pequena organização, ou ocupar a maior parte do seu tempo em um arquivo maior em que papéis específicos (como arquivista processual e Arquivista de referência) podem ser delineados.
Arquivistas trabalham para uma grande variedade de organizações, inclusive agências governamentais, autoridades locais, museus, hospitais, sociedades históricas, negócios, entidades filantrópicas, corporações, faculdades e universidades e qualquer instituição cujos arquivos podem ser valiosos a pesquisadores, expositores, genealogistas e outros. Alternativamente eles também podem trabalhar na coleção de uma grande família ou mesmo um indivíduo. Os interessados nas vagas em arquivos geralmente são mais do que o número de vagas abertas.
Arquivistas também são frequentemente educadores. Não é raro para um arquivista empregado em uma universidade dar aulas sobre um assunto relacionado à sua coleção. Arquivistas empegados em instituições culturais ou para a administração pública local frequentemente elaboram programas educacionais ou de outreach para aumentar a capacidade dos usuários do arquivo de compreender e acessar as informações nas suas coleções. Isso pode incluir atividades variadas como exposições, eventos promocionais e até cobertura da mídia coverage.
Com o advento da Descrição Arquivística Codificada, junto com o aumento da demanda pela disponibilização de arquivos on-line, tem feito com que os arquivistas tenham de estar atualizados com as novidades tecnológicas. Muitos arquivistas agora estão adquirindo habilidades básicas em XML para tornar a informação de seus arquivos disponível on-line.

## Competências
Por causa da natureza variada dos ambientes de trabalho e do trabalho em si, os arquivistas devem ter uma ampla gama de competências:
- Aqueles que trabalham com referenciamento e posições orientadas ao acesso aos arquivos devem ter bom relacionamento interpessoal, de forma a poder ajudar os usuários externos nas suas pesquisas.
- Habilidade para aplicar conhecimentos básicos de conservação para estender a vida útil dos artefatos. Muitos tipos diferentes de mídia podem deteriorar se não forem armazenados propriamente.[9]
- Apesar de que algumas coleções de arquivos consistirem exclusivamente de arquivos em papel, cada vez mais arquivistas são confrontados com os desafios impostos pela preservação de gravações digitais, de forma que eles devem estar antenados com as últimas tecnologias.[10]
- Por causa da quantidade de separação e listamento, eles precisam ser lógicos, organizados e atentos aos detalhes.
- ao catalogar registros ou ao dar assistência a usuários, arquivistas devem possuir habilidades de pesquisa.
- Arquivistas ocasionalmente são chamados para comentar ou fornecer uma contextualização para os arquivos na sua coleção de forma que é desejável possuir o máximo de conhecimento possível sobre a sua coleção.

## História da profissão
Em 1898 três arquivistas holandeses, Samuel Muller, Johan Feith e Robert Fruin, publicaram o primeiro texto ocidental sobre teoria arquivística chamado "Manual para a Organização e Descrição dos Arquivos", também conhecido no Brasil como o "Manual dos Holandeses". Produzido pela Associação Holandesa de Arquivistas, ele estabelecia cem regras nas quais os arquivistas deveriam basear o seu trabalho. Notavelmente, dentre essas regras o princípio da preservação da procedência e da ordem original foi argumentado pela primeira vez como uma característica fundamental da organização e descrição arquivística.
O próximo grande texto foi escrito em 1922 por Sir Hilary Jenkinson, então Deputado Guardião do Escritório de Registros Públicos Britânico, chamado "Manual de Administração de Arquivos". Nessa obra Jenkinson diz que os arquivos são evidências e que a defesa física e moral desse valor vestigial está no cerne do trabalho arquivístico. Ele ainda expõe as suas ideias do que um arquivo deveria ser e como deveria operar.
Em 1956, T. R. Schellenberg, que é conhecido como o "Pai da Arquivologia Americana", publicou "Arquivos Modernos".  A obra de Schellenberg tinha a intenção de ser um livro-texto acadêmico definindo a metodologia arquivística e dando instruções técnicas específicas sobre workflow e organização. Se distanciando da abordagem orgânica e passiva de Jenkinson da aquisição arquivística, em que o administrador decidia o que era mantido e o que era destruído, Schellenberg argumentou em favor de uma abordagem mais ativa à avaliação de arquivos. Seu modelo de valor tanto primário quanto secundário para a administração e avaliação de arquivos permitiu aos arquivistas do governo americano maior controle sobre o influxo de materiais que eles passaram a enfrentar depois da Segunda Guerra Mundial. Como resultado da ampla adoção dos métodos de Schellenberg, especialmente nos Estados Unidos, a moderna Records management nasceu, como uma disciplina separada.
Em 1972, Ernst Posner publicou "Arquivos no Mundo Antigo". A obra de Posner enfatizava que os arquivos não eram invenções novas, mas teriam existido em diversas civilizações ao longo da História.
Em 1975, ensaios de Margaret Cross Norton foram compilados sob o título "Norton on Archives: The Writings of Margaret Cross Norton on Archival and Records Management".  Norton foi uma das fundadoras da Society of American Archivists e escreveu ensaios baseados nas suas décadas de experiência no Arquivo Estadual de Illinois.
No Brasil a profissão é regulamentada pela Lei 6546/78 e Decreto 82590/78. Segundo esta legislação somente é considerado Arquivista, profissional com graduação superior em Arquivologia ou que na época da criação da Lei (1978) tenha comprovado experiência pregressa na função, obtendo seu registro como provisionado.

## Arquivos 2.0
Arquivistas, assim como bibliotecários, estão tirando vantagem das tecnologias da Web 2.0 como os blogs, wikis e ambientes virtuais assim como filosofias de open access e open source.
Porém já existe uma linha teórica da Arquivologia que busca entender o impacto das informações digitais no mundo corporativo e da gestão documental. O livro Arquivologia 2.0 é um dos expoentes brasileiros dessa linha que busca entender o impacto da web e das mídias sociais para os gestores de documentos e de informações orgânicas.

## Preparação acadêmica
A preparação acadêmica para arquivistas varia de país para país.

### Brasil
No Brasil são oferecidos cursos de Arquivologia em diversas universidades federais (UFF, UNIRIO, UNB, UFSM, FURG, UFBA, UFPB, UFAM, UFES, UFMG, UFPA, UFSC, UFRGS) e também a UNESP, a UEL e a UEPB, que são estaduais.

### Organizações profissionais
- Sindicato Nacional dos Arquivistas e Técnicos de Arquivo
- Executiva Nacional das Associações Regionais de Arquivologia
- Associação dos Arquivistas Brasileiros
- Associação dos Arquivistas do Estado do Rio de Janeiro
- Associação dos Arquivistas do Estado do Rio Grande do Sul
- Associação Portuguesa de Bibliotecários, Arquivistas e Documentalistas
- Associação dos Arquivistas do Estado do Espírito Santo
- Associação Brasiliense de Arquivologia